# Serving (låt)
Serving, tidigare Kant, är en låt framförd av den maltesiska sångaren Miriana Conte. Låten vann Malta Eurovision Song Contest 2025, landets uttagning till Eurovision Song Contest 2025, som hölls i Basel i Schweiz. I finalen av Eurovision slutade Serving på en 17:e plats.
Låten är skriven av Conte tillsammans med Benjamin Schmid, Matthew Mercieca, och Sarah Evelyn Fullerton.

## Kontrovers
Låtens ursprungliga titel, "Kant", betyder "sång" på maltesiska. Europeiska radio- och TV-unionen (EBU) beslutade dock att ordet "Kant" måste tas bort från både låttiteln och texten, eftersom dess uttal liknar det stötande engelska ordet cunt. EBU ansåg att detta kunde leda till missförstånd och valde därför att censurera titeln.